# Edmund Waddill
Edmund Waddill Jr. (* 22. Mai 1855 im Charles City County, Virginia; † 9. April 1931 in Richmond, Virginia) war ein US-amerikanischer Jurist und Politiker. In den Jahren 1890 und 1891 vertrat er den Bundesstaat Virginia im US-Repräsentantenhaus; später wurde er Bundesrichter.

## Werdegang
Edmund Waddill erhielt zunächst eine private Schulausbildung. Danach besuchte er die Norwood Academy. Anschließend war er als Deputy Clerk an verschiedenen Bezirksgerichten in Virginia tätig. Nach einem Jurastudium an der University of Virginia in Charlottesville und seiner 1877 erfolgten Zulassung als Rechtsanwalt begann er in Richmond in diesem Beruf zu arbeiten. Zwischen 1880 und 1883 war er Richter im Henrico County. Danach fungierte er bis 1885 in der Nachfolge von John Sergeant Wise als Bundesstaatsanwalt für den östlichen Teil Virginias. Gleichzeitig schlug er als Mitglied der Republikanischen Partei eine politische Laufbahn ein. Zwischen 1886 und 1889 saß er im Abgeordnetenhaus von Virginia. Im Jahr 1886 kandidierte er noch erfolglos für den Kongress. 
Bei den Kongresswahlen des Jahres 1888 unterlag Waddill dem demokratischen Amtsinhaber George D. Wise. Er legte aber gegen den Ausgang der Wahl Widerspruch ein. Als diesem stattgegeben wurde, konnte er am 12. April 1890 das Mandat von Wise übernehmen und bis zum 3. März 1891 die laufende Legislaturperiode im Kongress beenden. Bei den Wahlen des Jahres 1890 verzichtete er auf eine weitere Kandidatur.
Nach dem Ende seiner Zeit im US-Repräsentantenhaus praktizierte Edmund Waddill wieder als Anwalt. In den Jahren 1892 und 1896 war er Delegierter zu den jeweiligen Republican National Conventions. Später war er in verschiedenen Positionen als Bundesrichter tätig. Zunächst folgte er im März 1898 dem zurückgetretenen Robert William Hughes als Richter am Bundesbezirksgericht für den östlichen Distrikt von Virginia. Im Mai 1921 nominierte ihn US-Präsident Warren G. Harding dann als Nachfolger des verstorbenen Jeter Connelly Pritchard als Richter am Bundesberufungsgericht für den vierten Gerichtskreis; nach der Bestätigung durch den US-Senat konnte Waddill dieses Amt am 2. Juni desselben Jahres antreten. Er starb am 9. April 1931 in Richmond; sein Sitz am Bundesberufungsgericht fiel an Morris Ames Soper.